# Li Tieguai

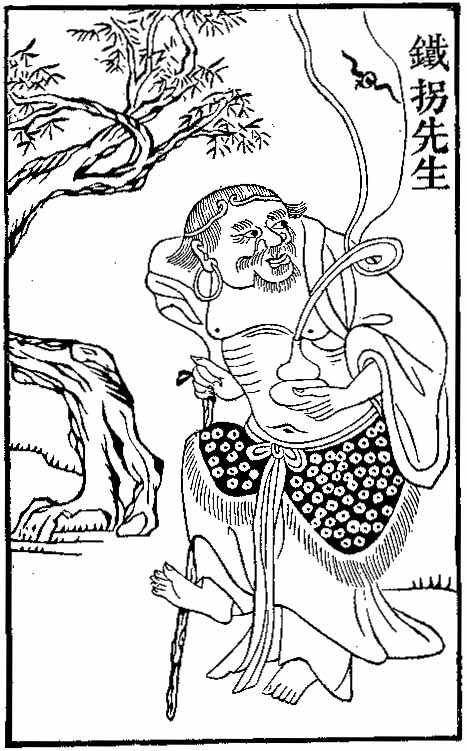
Li Tieguai.

Li Tieguai (chino simplificado: 李铁拐, chino tradicional:李鐵拐, pinyin: Lǐ Tiěguǎi, cantones: Li T'ieh-kuai, "Li, el del bastón de hierro") es considerado un dios y el más anciano de los ocho inmortales, un grupo de adeptos que alcanzaron la virtud y alcanzaron la divinidad y reverenciados por los taoístas. Su nombre real era Li Yuan y también se le conoce por Li Kongmu (李孔目, Lǐ Kǒngmù, "Li, el de los ojos hundidos") o Li Ningyang (李凝阳, 李凝陽, Lǐ Níngyáng), el Venerable Anciano.

## Vida de Li Tieguai
Li Tieguai nació durante la dinastía Zhou occidental en Shenyang,  en la provincia de Hebei. Ya desde niño decidió estudiar la alquimia y se retiró a vivir como ermitaño.
Antes de lograr la transmutación y convertirse en inmortal, Laozi le convocó al monte Hua, una de las cinco montañas sagradas de China, en la provincia de Shaanxi, y Li tuvo que dejar su cuerpo terrenal al cuidado de una de sus pupilas, diciéndole que esperara siete días ya que el viaje sería anímico, y que si no ocurría así podía quemar el cuerpo. Al sexto día, la madre de la pupila enfermó de muerte y ésta tuvo que ir a visitarla. Como el cuerpo de su maestro suponía una carga para ella decidió incinerarlo. Según otra versión, la pupila simplemente, al ver el cuerpo sin signos de vida, lo consideró muerto y decidió quemarlo.
Al querer regresar Li a su cuerpo solo encontró cenizas y se vio obligado a buscar otro para completar el proceso alquímico, siendo el único que halló el cuerpo muerto y pestilente de un mendigo que había muerto de hambre y que tenía una cabeza larga y puntiaguda, la cara ennegrecida, la barba y el pelo enmarañados, los ojos hundidos y que era cojo de una pierna. El anciano Laozi le dio entonces una cinta dorada para que mantuviera su pelo arreglado y transformó mágicamente el bastón de bambú del mendigo en una muleta de hierro. Después Li hizo volver a la vida a la madre de su aprendiz usando un abanico.
También se dice que antes de morir, descubrió el secreto de la inmortalidad en un pergamino que halló en una caja de jade dentro de una cueva mientras meditaba. Al abrirlo, la cueva se llenó de luz y sin dejar cadáver atrás, desapareció hacia la tierra de los inmortales.

## Iconografía
En la iconografía de China, Li Tieguai aparece como un anciano feo con cara sucia, barba rala y el pelo sucio sujeto con la cinta dorada. Lleva la calabaza o su materia prima que le identifica como un mortal, la caverna representa la mente condicionada, y su muleta de hierro. Una nube de vapor sale de la calabaza y dentro aparece su alma de hombre sabio (魂, hún) que puede ser representada como un dibujo sin forma o como una miniatura o humunculo.